# Marco Parolo
Marco Parolo (Gallarate, 25 de janeiro de 1985) é um ex-futebolista italiano que atuava como meia.

## Títulos
Lazio
- Supercopa da Itália: 2017, 2019
- Copa da Itália: 2018–19